# 唐・新羅の同盟
唐・新羅の同盟（とう・しらぎのどうめい）は、660年に成立した唐と新羅との軍事協力としての同盟関係である。また『韓国ブリタニカ百科事典』は、648年に成立した唐の新羅に対する援助約定と、その後の軍事協力を「羅唐同盟」と表記する。

## 概要
642年、高句麗と百済の連合軍が新羅を攻撃し、新羅の西部と北部の領土を奪った。643年、新羅の善徳女王は唐に援軍を求めたが、唐から女王を廃し唐の帝室から新王を立てることを求められた。647年、親唐派の毗曇が善徳女王に対し反乱を起こしたが、鎮圧された。
648年、善徳女王を継いだ真徳女王は、金春秋（後の武烈王）を唐の太宗に遣わし、援助の取付に成功した。新羅は、649年に唐の衣冠礼服の制度を取り入れ、650年に独自の年号を廃して唐の年号を用いて、唐の完全な属国となり、651年に官制も唐制に倣ったものに切り替えた。
655年、高句麗、靺鞨、百済の連合軍が新羅北部の33城を奪ったため、真徳女王を継いだ武烈王は唐の高宗に救援を求め、唐は高句麗を攻撃した。659年にも百済が新羅を攻めたため、唐に救助を求めた。660年、唐と新羅の同盟は成立し、平壌以南を新羅、以北を唐が領有する約束がかわされた。唐・新羅両軍は連合して、百済へ侵攻して滅ぼした。この時、唐は唐に宿衛していた武烈王の息子の金仁問を神丘道行軍副大摠管とし、武烈王を嵎夷道行軍摠管としている。新羅部隊を含む唐軍は、続けて高句麗も攻撃した（唐の高句麗出兵）が、このときは失敗に終わった。
武烈王の後は文武王が継ぎ、663年、唐・新羅連合軍は白村江の戦いで百済復興を目指す百済遺民と倭国の連合軍を破った。さらに668年には、唐・新羅連合軍は、ついに高句麗を滅ぼすことに成功した。しかし、唐は新羅を廃して唐の一部と成し朝鮮半島全体を支配下に置こうとした為、新羅は反乱を起こした。